# Фавалелло
Фавалелло (фр. Favalello, корс. U Favalellu) — коммуна во Франции, находится в регионе Корсика. Департамент коммуны — Верхняя Корсика. Входит в состав кантона Голо-Морозалья. Округ коммуны — Корте.
Код INSEE коммуны — 2B110.

## Население
Население коммуны на 2012 год составляло 61 человек.
| 1962 | 1968 | 1975 | 1982 | 1990 | 1999 | 2008 |
| ---- | ---- | ---- | ---- | ---- | ---- | ---- |
| 19   | 20   | 21   | 27   | 33   | 47   | 43   |

## Экономика
В 2007 году среди 26 человек в трудоспособном возрасте (15—64 лет) 16 были экономически активными, 10 — неактивными (показатель активности — 61,5 %, в 1999 году было 25,8 %). Из 16 активных работали 14 человек (8 мужчин и 6 женщин), безработных было 2 (1 мужчина и 1 женщина). Среди 10 неактивных 2 человека были учениками или студентами, 4 — пенсионерами, 4 были неактивными по другим причинам.